# Resultados do Carnaval de São Paulo em 2014
Esta é uma lista de Resultados do Carnaval de São Paulo em 2014.

## Escolas de samba

### Grupo Especial
Ordem de Desfile
| Sexta-feira (28/02/2014) | Sábado (01/03/2014) |
| 1. Leandro de Itaquera 2. Rosas de Ouro 3. X-9 Paulistana 4. Dragões da Real 5. Acadêmicos do Tucuruvi 6. Vai-Vai 7. Tom Maior | 1. Pérola Negra 2. Gaviões da Fiel 3. Mocidade Alegre 4. Nenê de Vila Matilde 5. Águia de Ouro 6. Império de Casa Verde 7. Acadêmicos do Tatuapé |

Mapa de Notas
Abaixo o mapa de notas da apuração do Grupo Especial:

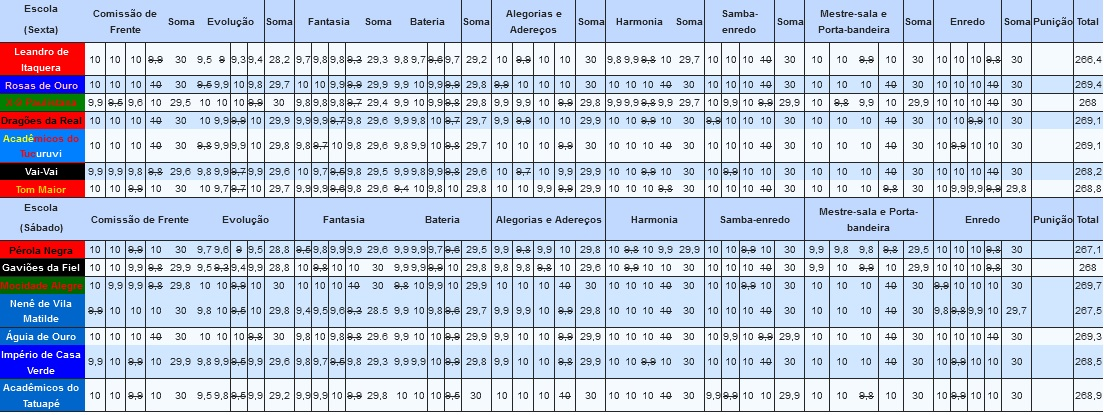
Mapa de apuração

Classificação
| Legenda: Campeã Rebaixada |

| Col. | Escola                 | Enredo                                                                    | Pontos |
| ---- | ---------------------- | ------------------------------------------------------------------------- | ------ |
| 1    | Mocidade Alegre        | Andar com fé eu vou, que a fé não costuma falhar...                       | 269,7  |
| 2    | Rosas de Ouro          | Inesquecível                                                              | 269,4  |
| 3    | Águia de Ouro          | A Velha Bahia apresenta o centenário do poeta cancioneiro Dorival Caymmi. | 269,3  |
| 4    | Acadêmicos do Tucuruvi | Uma fantástica viagem ao mundo da imaginação infantil                     | 269,1  |
| 5    | Dragões da Real        | Um museu de grandes novidades                                             | 269,1  |
| 6    | Acadêmicos do Tatuapé  | Poder, fé e devoção: São Jorge Guerreiro                                  | 268,9  |
| 7    | Tom Maior              | Foz do Iguaçu: Destino do mundo, sinfonia das águas em Tom Maior.         | 268,8  |
| 8    | Império de Casa Verde  | Sustentabilidade: construindo um mundo novo!                              | 268,5  |
| 9    | Vai-Vai                | Nas chamas da Vai-Vai, 50 anos de Paulínia                                | 268,2  |
| 10   | Gaviões da Fiel        | R9, o voo real do fenômeno                                                | 268,0  |
| 11   | X-9 Paulistana         | Insano: Viagem aos confins da imaginação                                  | 268,0  |
| 12   | Nenê de Vila Matilde   | Paixão proibidas e outros amores...                                       | 267,5  |
| 13   | Pérola Negra           | Caminhos a seguir, lugar encontrei... Pérola Negra, a suprema felicidade  | 267,1  |
| 14   | Leandro de Itaquera    | Ginga Brasil: Futebol é raça, em 2014 a copa do mundo começa aqui!        | 266,4  |

### Grupo de acesso

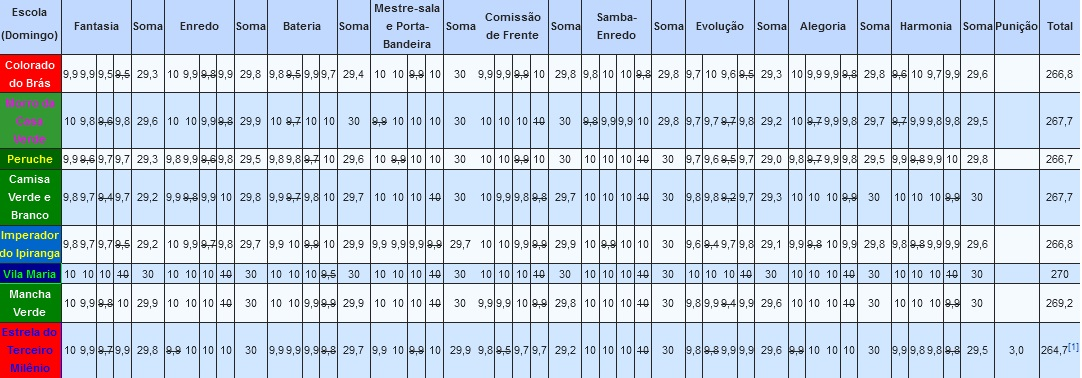
Mapa de apuração

Classificação
| Legenda: Promovida Rebaixada |

| Col. | Escola                      | Enredo | Pontos |
| ---- | --------------------------- | --- | ------ |
| 1    | Unidos de Vila Maria        | Nos meus 60 anos de alegria, sou Vila Maria e faço a festa resgatando do passado brinquedos e brincadeiras de criança | 270,0  |
| 2    | Mancha Verde                | Bem aventurados sejam os perseguidos: por causa da justiça dos homens... Porque deles é o reino dos céus.             | 269,2  |
| 3    | Camisa Verde e Branco       | O Quilombo da Barra Funda está em festa! Camisa Verde e Branco celebra seus 100 anos de histórias, lutas e glórias    | 267,7  |
| 4    | Morro da Casa Verde         | O Bicho vai pegar...Medos!                                                                                            | 267,7  |
| 5    | Colorado do Brás            | De onde vem a alegria dessa gente?                                                                                    | 266,8  |
| 6    | Imperador do Ipiranga       | Os quatro deuses encantados, sob a benção de São Caetano do Sul                                                       | 266,8  |
| 7    | Unidos do Peruche           | A Beleza é imperfeita, e a loucura é genial                                                                           | 266,7  |
| 8    | Estrela do Terceiro Milênio | Xirê! Louvação aos orixás                                                                                             | 264,7  |

### Grupo 1-UESP

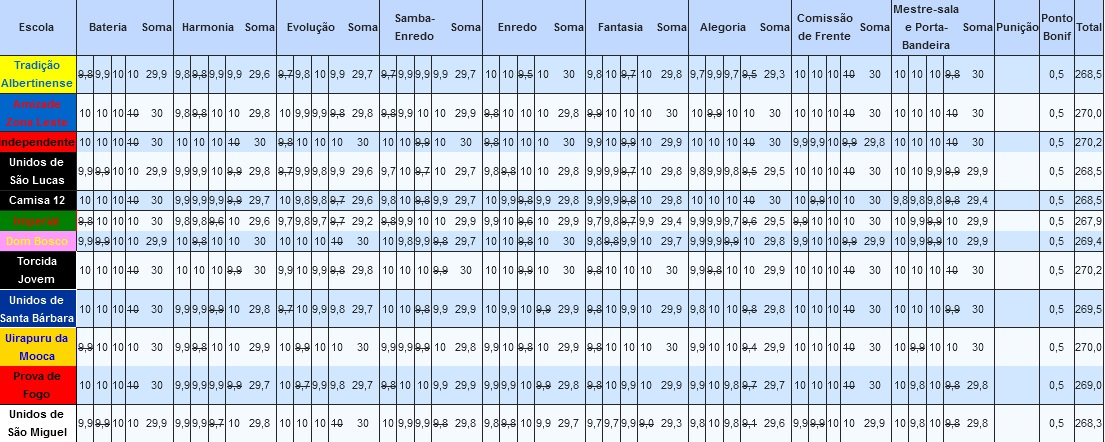
Mapa de apuração

Mapa de Notas
Classificação
| Legenda: Promovida Rebaixada |

| Col. | Escola                  | Enredo                                                                                          | Pontos |
| ---- | ----------------------- | ----------------------------------------------------------------------------------------------- | ------ |
| 1    | Independente            | Canção Paulistana - a saudade e a esperança juntas cantam por ti, São Paulo!                    | 270,2  |
| 2    | Torcida Jovem           | Confete: Pedacinho colorido de felicidade                                                       | 270,2  |
| 3    | Amizade da Zona Leste   | Sob a Luz de Orum, Clara Guerreira vem brilhar no Ylê da Amizade.                               | 270,0  |
| 4    | Uirapuru da Mooca       | Recordar é viver!                                                                               | 270,0  |
| 5    | Unidos de Santa Bárbara | Minha jangada vai sair pro mar, vou festejar o centenário de Dorival Caymmi - Alodê Iemanjá Oiá | 269,5  |
| 6    | Dom Bosco               | Da Criação triunfal ao caos atual… SOS a Terra pede paz, amor e união aos homens de bem!        | 269,4  |
| 7    | Prova de Fogo           | Do Sol ao Carnaval: a Prova de Fogo é a chama do samba que não se apaga!                        | 269,0  |
| 8    | Camisa 12               | Dos navios negreiros aos dias de hoje. A trajetória de lutas e conquistas do negro no Brasil!   | 268,5  |
| 9    | Unidos de São Lucas     | Primeira infância: a luz que conduz para um novo amanhecer.                                     | 268,5  |
| 10   | Tradição Albertinense   | A Volta do Boêmio                                                                               | 268,5  |
| 11   | Unidos de São Miguel    | As quatro estações na vida de um sambista                                                       | 268,3  |
| 12   | União Imperial          | Ilu Aye Odara, Terra do Divino Negro Imperial                                                   | 267,9  |

### Grupo 2-UESP
Classificação
| Legenda: Promovida Rebaixada |

| Col. | Escola                   | Enredo | Pontos |
| ---- | ------------------------ | ------ | ------ |
| 1    | Mocidade Unida da Mooca  |        | 180,1  |
| 2    | Barroca Zona Sul         |        | 179,7  |
| 3    | Combinados de Sapopemba  |        | 179,7  |
| 4    | Flor de Liz              |        | 179,5  |
| 5    | Príncipe Negro           |        | 179,3  |
| 6    | Acadêmicos do Ipiranga   |        | 179,2  |
| 7    | Unidos do Vale Encantado |        | 179,1  |
| 8    | Flor da Vila Dalila      |        | 179    |
| 9    | Império Lapeano          |        | 178,8  |
| 10   | Unidos de Guaianases     |        | 178,6  |
| 11   | Folha Verde              |        | 177,4  |
| 12   | Brinco da Marquesa       |        | 118,7  |
| 13   | TUP                      |        | 79,1   |

### Grupo 3-UESP
Classificação
| Legenda: Promovida Rebaixada |

| Col. | Escola                         | Enredo | Pontos |
| ---- | ------------------------------ | ------ | ------ |
| 1    | União Independente da Zona Sul |        | 179,7  |
| 2    | Acadêmicos de São Jorge        |        | 179,5  |
| 3    | Iracema Meu Grande Amor        |        | 179,2  |
| 4    | Boêmios da Vila                |        | 178,9  |
| 5    | Dragões de Vila Alpina         |        | 178,8  |
| 6    | Imperatriz da Pauliceia        |        | 178,3  |
| 7    | União da Vila Albertina        |        | 177,6  |
| 8    | Mocidade Robruense             |        | 177    |
| 9    | Estação Invernada              |        | 176,7  |
| 10   | Valença de Perus               |        | 176,1  |
| 11   | Lavapés                        |        | 176    |
| 12   | Explosão da Zona Norte         |        | 175,3  |
| 13   | Primeira da Aclimação          |        | 174,7  |
| 14   | Os Bambas                      |        | 174,4  |

### Grupo 4-UESP
Classificação
| Legenda: Promovida Suspensa |

| Col. | Escola                     | Enredo | Pontos |
| ---- | -------------------------- | ------ | ------ |
| 1    | Imperatriz da Sul          |        | 89,8   |
| 2    | Só Vou Se Você For         |        | 88,5   |
| 3    | Passo de Ouro              |        | 87,7   |
| 4    | Em Cima da Hora Paulistana |        | 86,3   |
| 5    | Portela da Zona Sul        |        | 86,1   |
| 6    | Sai da Frente              |        | 80,8   |
| 7    | Tradição da Zona Leste     |        | 79,1   |
| 8    | Paineira                   |        | 74,9   |